# Aloe debrana
Aloe debrana es una  especie de Aloe nativa de  Etiopía.

## Descripción
Aloe debrana crece aisladamente  y luego forma pequeños grupos, sin tallo o de tallo corto. Unas 24 hojas lanceoladas largas y puntiagudas forman densas rosetas. Las hojas de color verde es de 25 a 60 centímetros de largo y 7,5 a 15 cm de ancho. Los dientes de color rojo-marrón, de 2 a 4 mm de longitud y a 0,8 a 15 milímetros de distancia. El jugo seco de la hoja es de color marrón. La inflorescencia consiste en ocho a doce ramas y mide 100 centímetros. Las ramas más bajas están ocasionalmente ramificadas. Las flores son de color escarlata,  de 17 a 20 milímetros (raramente hasta 35 mm) de largo en su base y se estrecha.

## Taxonomía
Aloe debrana fue descrita por Hugh Basil Christian y publicado en  Fl. Pl. Africa 26: 1016, en el año 1947.
Etimología
Ver: Aloe
debrana: epíteto geográfico que alude a su localización en Debre Berhan en Etiopía.
Sinonimia
- Aloe berhana Reynolds[5][2]